# Campeonato Mundial de Para-Atletismo de 2017 - 200 metros feminino
As competições de 200 metros feminino no Campeonato Mundial de Para-Atletismo de 2017 foram divididas em algumas categorias conforme o tipo e grau de deficiência das atletas.

## Sumário de medalhistas
| Cat. | Medalha de ouro              | Medalha de prata             | Medalha de bronze                              |
| ---- | ---------------------------- | ---------------------------- | ---------------------------------------------- |
| T11  | Zhou Gouhua Guia: Jia Dengpu | Liu Cuiqing Guia: Xu Donglin | Esperança Gicaso Guia: Ernesto Nicolau Palanca |
| T13  | Leilia Adzhametova           | Ilse Hayes                   | Kim Crosby                                     |
| T35  | Isis Holt                    | Zhou Xia                     | Maria Lyle                                     |
| T36  | Shi Yiting                   | Yanina Andrea Martínez       | Jeon Min Jae                                   |
| T37  | Nataliia Kobzar              | Mandy François-Elie          | Jaleen Roberts                                 |
| T38  | Sophie Hahn                  | Lindy Ave                    | Kadeena Cox                                    |
| T44  |                              |                              |                                                |
| T47  | Deja Young                   | Anrune Liebenberg            | Li Lu                                          |
| T53  | Samantha Kinghorn            | Angela Ballard               | Hamide Kurt                                    |
| T54  | Tatyana McFadden             | Cheri Madsen                 | Hannah McFadden                                |

## Categoria T12
A disputa ocorreu em uma final única entre três atletas, em 14 de julho. A competição não valeu medalhas. Os resultados estão em segundos.
| Pos. | Atleta                                             | País     | Resultado | Notas |
| ---- | -------------------------------------------------- | -------- | --------- | ----- |
| 1    | Omara Durand Guia: Yuniol Kindelan                 | Cuba     | 23,58     |       |
| 2    | Katrin Müller-Rottgardt Guia: Noel-Philippe Fiener | Alemanha | 24,82     |       |
| 3    | Małgorzata Ignasiak                                | Polónia  | 26,97     |       |

## Categoria T47
A disputa, que envolveu atletas das categorias T46 e T47, foi disputada em duas rodadas preliminares e uma final, nos dias 14 e 15 de julho. As três primeiras colocadas de cada rodada preliminar (Q) garantiram vaga na final. Além disso, as duas melhores ainda não classificadas (q), independentemente da rodada preliminar de que participaram, avançaram à final. Os resultados estão em segundos.

### Rodadas preliminares
Rodada preliminar 1
| Pos. | Atleta               | País          | Resultado | Notas |
| ---- | -------------------- | ------------- | --------- | ----- |
| 1    | Anrune Liebenberg    | África do Sul | 25,94     | Q     |
| 2    | Alicja Fiodorow      | Polónia       | 26,28     | Q     |
| 3    | Wang Yanping         | China         | 26,46     | Q     |
| 4    | Anna Grimaldi        | Nova Zelândia | 26,77     | q     |
| 5    | Jayanti Behera       | Índia         | 28,89     |       |
| 6    | P. Amara I. Lallwala | Sri Lanka     | 29,58     |       |

Rodada preliminar 2
| Pos. | Atleta          | País           | Resultado | Notas |
| ---- | --------------- | -------------- | --------- | ----- |
| 1    | Deja Young      | Estados Unidos | 26,02     | Q     |
| 2    | Li Lu           | China          | 26,56     | Q     |
| 3    | Dilba Tanrikulu | Turquia        | 27,55     | Q     |
| 4    | Sae Tsuji       | Japão          | 27,60     | q     |
| 5    | Amanda Cerna    | Chile          | 28,66     |       |

### Final
| Pos.              | Atleta            | País           | Resultado | Notas |
| ----------------- | ----------------- | -------------- | --------- | ----- |
| Medalha de ouro   | Deja Young        | Estados Unidos | 25,10     |       |
| Medalha de prata  | Anrune Liebenberg | África do Sul  | 25,53     |       |
| Medalha de bronze | Li Lu             | China          | 25,71     |       |
| 4                 | Alicja Fiodorow   | Polónia        | 25,79     |       |
| 5                 | Wang Yanping      | China          | 26,27     |       |
| 6                 | Sae Tsuji         | Japão          | 26,84     |       |
| 7                 | Dilba Tanrikulu   | Turquia        | DNF       |       |
| 8                 | Anna Grimaldi     | Nova Zelândia  | DNS       |       |